# Anonymous 4
Anonymous 4 è un coro newyorkese di voci femminili a cappella. Esegue essenzialmente musica medievale, anche se talvolta esegue musiche di autori contemporanei come John Tavener o Steve Reich.

## Il gruppo
Inizialmente il gruppo era costituito da Marsha Genensky, Susan Hellauer, Johanna Maria Rose e Ruth Cunningham. Nel 1998, Jacqueline Horner, subentrò a Ruth Cunningham.
Nel corso degli anni ha partecipato a numerosi festival di musica antica in tutto il mondo. Nel 2003 annunciarono che avrebbero abbandonato concerti e registrazioni ma avrebbero potuto cantare ancora insieme in occasioni molto particolari.
Il gruppo ha preso il nome da un musicologo medioevale della fine del XIII secolo, Anonymous IV, tramite il quale siamo venuti a conoscenza  del nome dei principali compositori della Scuola di Notre Dame, Léonin e Pérotin. 

Il gruppo si è sciolto nel 2016.

## Discografia
- 1993 - On Yoolis Night. Medieval carols & motets (Harmonia Mundi, HMU 907099)
- 1994 - Love's Illusion. Montpellier Codex, 13th Century (Harmonia Mundi, HMX 2907109)
- 1995 - An English Ladymass. 13th & 14th century Chant & Polyphony in honor of the Virgin Mary (Harmonia Mundi, HMU 907080)
- 1995 - The Lily and the Lamb. Chant & polyphony from medieval England (Harmonia mundi, HMU 907125)
- 1995 - Voices of Light. Música del compositore Richard Einhorn (Sony Classical, 62006)
- 1996 - Miracles of Sant'Iago. Music from the Codex Calixtinus (Harmonia Mundi, HMU 907156)
- 1996 - A Star in the East. Medieval Hungarian Christmas Music (Harmonia Mundi, 395 7139)
- 1997 - 11,000 Virginss. Hildegard von Bingen (Harmonia Mundi, HMU 907200)
- 1998 - A Lammas Ladymass. 13th-14th century English Chant & Polyphony (Harmonia Mundi, HMU 907222)
- 1999 - Legends of St. Nicholas. Medieval Chant and Polyphony (Harmonia Mundi USA, 907232)
- 1999 - 1000: A Mass for the End of Time (Harmonia Mundi, HMU 907224)
- 2001 - The Second Circle. Love Songs of Francisco Landini (Harmonia Mundi, HMU 907269)
- 2002 - La bele Marie. Songs to the Virgin from 13th-century France (Harmonia Mundi, HMU 907312)
- 2003 - John Tavener, Darkness into Light. The Bridegroom and other works, con il Chilingirian Quartet (Harmonia Mundi, HMU 90 7274)
- 2003 - Wolcum Yule. Celtic and British Songs and Carols, con Andrew Lawrence-King. (Harmonia Mundi USA, HMU 907325)
- 2004 - American Angels. Songs of Hope, Redemption, & Glory (Harmonia Mundi, HMU 907326)
- 2005 - The Origin of Fire. Music and Visions of Hildegard von Bingen (Harmonia Mundi USA, HMU 907327)
- 2006 - Gloryland, con Darol Anger e Mike Marshall (Harmonia Mundi USA, HMU907400)

### Raccolte
- 1997 - Anonymous 4 - Portrait (Harmonia Mundi, HMX 290 7210)
- 2005 - Noël. Carols and Chants for Christmas (Harmonia Mundi, HMX2907411.14). Cofanetto con i 4 CD: Legends of St. Nicholas, Wolcum Yule, On Yoolis Night e A Star in the East.